# Interval (tijd)
Een tijdsinterval is een type interval tussen tijdstippen of momenten en wordt ook wel een periode, tijdvak of tijdperk genoemd. Een (periode met een) reeks van samenhangende activiteiten wordt soms een seizoen genoemd, bijvoorbeeld sportseizoen, en zie ook seizoen (omroep), maar ook wel schooljaar en studiejaar (begrensd door de zomervakanties) en levensjaar (begrensd door de verjaardagen).
Verwant is een tijdsduur. Deze wordt uitgedrukt in eenheden van tijd.
Een woord als jaar wordt in beide betekenissen gebruikt: als kalenderjaar of bijvoorbeeld als periode van 12 maanden.

## Cohort
Een groep personen gedefinieerd in termen van een tijdsinterval wordt wel een cohort genoemd, bijvoorbeeld een geboortecohort en een leeftijdscohort.